# حجاج (اسم)
حجاج هو اسم علم مذكر من أصل عربي، ومعناه هو ن الحاج. هو من يكثر السفر إلى مكة للحج أو هو الذي يكثر من إتيان البراهين والحجج، ومن يكثر من المخاصمة والمنازعة والمغالبة بالحجج والبراهين ويسمى ابنه حجاجًا كذلك من يحب الحجاج بن يوسف الثقفي والي العراق لعبد الملك بن مروان.

## الأصل اللغوي
معناه هو ن الحاج. هو من يكثر السفر إلى مكة للحج أو هو الذي يكثر من إتيان البراهين والحجج، ومن يكثر من المخاصمة والمنازعة والمغالبة بالحجج والبراهين ويسمى ابنه حجاجًا. 

## شخصيات تحمل الاسم
- حجاج بن كعب بن مسعود العتيبي جد عربي قديم.[3]
- حجاج أبو قابوس
- حجاج أدول (1944 – )
- حجاج العجمي (داعية اسلامي، 1 سبتمبر 1988 – )
- حجاج الهنداوي (12 يناير 1976 – )
- حجاج بن الحارث
- حجاج بن الشاعر
- حجاج بن علاط
- حجاج بن مسعود
- حجاج بن منبه
- حجاج عبد العظيم (ممثل مصري، 16 أغسطس 1960 – )
- الحجاج بن يوسف الثقفي
- الحجاج بن بدر السعدي جد لبني سعد العراق واحد قتلى كربلاء.[4]

## وصلات خارجية
- موسوعة السلطان قابوس لأسماء العرب نسخة محفوظة 5 أبريل 2019 على موقع واي باك مشين.